# Duché de Mecklembourg-Schwerin
Pour les articles homonymes, voir Mecklembourg-Schwerin.
1701–1815
Entités précédentes :
- Duché de Mecklembourg

Entités suivantes :
- Grand-duché de Mecklembourg-Schwerin

Carte du duché de Mecklembourg-Schwerin en 1794.

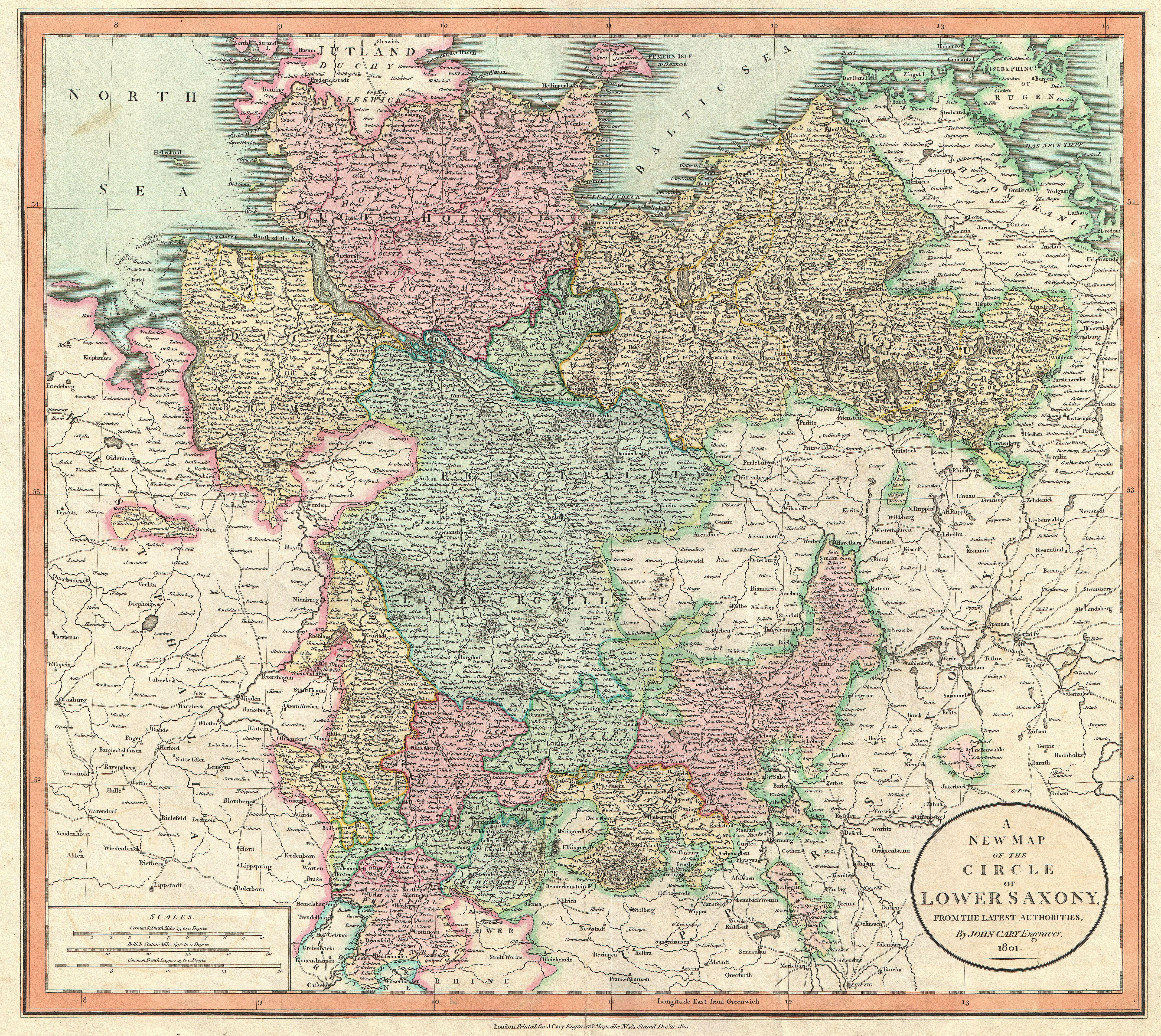
Le duché de Mecklembourg-Schwerin (en jaune) dans le cercle de Basse-Saxe.

Le duché de Mecklembourg-Schwerin était un duché du Saint-Empire romain germanique puis de la confédération du Rhin, ayant pour capitale la ville de Schwerin. C'est en 1701 que naît le duché. C'est à cette date que le duché de Mecklembourg fut divisé, après le « partage de Hambourg », en deux entités indépendantes : le duché de Mecklembourg-Schwerin et le duché de Mecklembourg-Strelitz. Cet État a existé pendant plus de 100 ans, jusqu'à son élévation en grand-duché à la suite du congrès de Vienne.

## Histoire

### Origines
Le fondateur de la dynastie des princes de Mecklembourg, Niklot (1090–1160), était le chef de la fédération tribale des slaves Abodrites. Confronté à la colonisation germanique, il affronta les Saxons jusqu'à sa défaite en 1160 face aux chevaliers d'Henri le Lion. Son fils Pribislav se fit le vassal d'Henri, et hérita en 1167 du titre de prince de Mecklembourg.
Au terme d'années de morcellement entre les descendants de Pribislav, le Mecklembourg fut réunifié sous la bannière d'Henri II (1266–1329), qui avait repris les fiefs de Stargard et de Rostock, avant de les transmettre en 1312 à ses fils Albert II et Jean – à l'exception des comtés de Schwerin et de Werle. Jean fut couronné duc de Mecklembourg-Stargard en 1352, et Albert II gouvernait sur la plus grande partie de l'ouest du Mecklembourg : après avoir acquis le comté de Schwerin en 1358, il fit de Schwerin sa capitale.
En 1363, le fils d'Albert, le duc Albert III, combattit en Suède, où il fut couronné l'année suivante. En 1436, Guillaume, dernier comte de Werle, mourut sans laisser d’héritier mâle ; et comme son gendre Ulrich II de Mecklembourg-Stargard n'avait lui-même pas d'enfant, leur lignée s'éteignit en 1471. Toutes leurs possessions échurent au duc Henri IV de Mecklembourg-Schwerin, qui devint ainsi l'unique maître du Mecklembourg.
En 1520, les petits-fils d'Henri, Henri V et Albert VII, se partagèrent le duché, créant le duché de Mecklembourg-Güstrow, transmis à Adolphe-Frédéric Ier de Mecklembourg-Schwerin en 1610. Lors d'une seconde partition en 1621, ce dernier laissa Güstrow à son frère, Jean-Albert II. Tous deux furent déposés en 1628 par Albrecht von Wallenstein pour leur ralliement à la cause de Christian IV de Danemark au cours de la guerre de Trente Ans ; néanmoins, la couronne suédoise les rétablit trois ans plus tard. Lorsque le fils de Jean-Albert II, Gustave-Adolphe, mourut en 1695 sans héritier mâle, le Mecklembourg se trouva de nouveau réuni sous le sceptre de Frédéric-Guillaume.

### Le traité de Hambourg et ses conséquences
À la mort sans enfant du duc Christian-Louis Ier, en juin 1692, son frère Adolphe-Frédéric II et son neveu Frédéric-Guillaume s’affrontent pour la succession. L'empereur, les rois de Suède et le margrave de Brandebourg décident d'intervenir à leur tour. Trois ans plus tard, l’extinction de la lignée des princes de Mecklembourg-Güstrow avec la mort de Gustave-Adolphe renforce le conflit. En 1701, sous l’égide du cercle de Basse-Saxe, le traité de Hambourg (1701) consacre la division définitive du pays en deux duchés : celui de Mecklembourg-Schwerin échoit à Frédéric-Guillaume, celui de Mecklembourg-Strelitz (résurrection du fief médiéval de Stargard), à Adolphe-Frédéric. Le principe de primogéniture est réaffirmé, mais l'immédiateté impériale n'est reconnue qu'au prince de  Mecklembourg-Schwerin.
Mais les conflits et les partages incessants affaiblissent année après année le pouvoir des ducs, faisant du Mecklembourg l'un des territoires les plus instables du Saint Empire : car le Mecklembourg-Schwerin est d'emblée la proie d'une série de luttes entre le duc et les barons. Les dettes catastrophiques contractées par Charles-Léopold, qui s'était allié à l'Empire russe contre le royaume de Suède, provoquent une crise sans précédent ; l'empereur Charles VI doit intervenir, et en 1728 la cour impériale proclame l'incapacité du duc à régner. Son frère, Christian-Louis II, se voit confier la régence du duché. Ce prince, couronné duc de jure en 1747, fait signer en avril 1755 la convention de Rostock, nouvelle constitution du duché : elle partage les pouvoirs entre le duc et l'aristocratie, au détriment des classes bourgeoises. Pendant la guerre de Sept Ans, Frédéric II de Mecklembourg-Schwerin marque son hostilité envers les ambitions du roi de Prusse, ce qui provoque l'invasion de son duché par la Prusse. Au début des guerres révolutionnaires, Frédéric-François Ier conserve la neutralité, et en 1803 obtient la cession de Wismar du royaume de Suède. En 1806, ses terres sont administrées de fait par l'Empire français, et en 1808 il est contraint de rejoindre la confédération du Rhin. Mais il est l'un des premiers princes allemands à se retourner contre Napoléon, à qui il avait pourtant fourni un contingent, et il s'illustre ensuite au cours de la campagne d'Allemagne (1813).

## Liste des ducs de Mecklembourg-Schwerin (1701-1815)
- 1692-1713 Frédéric-Guillaume
- 1713-1728 Charles-Léopold, son frère
- 1728-1756 Christian-Louis II, son frère
- 1756-1785 Frédéric II, son fils
- 1785-1815 Frédéric-François Ier, son neveu, devient grand-duc de Mecklembourg-Schwerin à la suite du congrès de Vienne, jusqu'en 1837